# Violence sexuelle pendant la guerre de libération du Bangladesh
Au cours de la guerre de libération du Bangladesh en 1971, des membres de l'armée pakistanaise et des milices razakar ont mené une campagne systématique de viol en tant qu'arme de génocide qui a frappé 200 000 à 400 000 femmes et filles bangladaises,,,. La majorité des victimes de l'armée pakistanaise et de ses alliés sont les femmes hindou. Les imams et les chefs religieux musulmans avaient déclaré que les femmes étaient un « butin de guerre » et approuvaient les viols,. Les militants et les chefs des partis islamiques ont aussi été accusés d'avoir participé au viols et aux enlèvements des femmes.
Les musulmanes bangladaises considérées comme proches des hindous ont subi des grossesses forcées afin de créer des musulmans « purs ». Certains experts pensent que ces viols avaient pour fonction de terroriser autant la population majoritaire des musulmans bangladais (en) que la minorité des hindous bangladais (en). Ces violences sexuelles ont apparemment entraîné des milliers de grossesses, de naissances d'enfants de la guerre, d'avortements, d'infanticides, de suicides et l'ostracisation des victimes. Ces atrocités, reconnues comme l'un des plus grands épisodes de crimes de guerre dans le monde, se sont terminées après la reddition de l'armée pakistanaise et des milices alliées,.
Pendant la guerre, les nationalistes bangladais ont aussi commis des viols de masse contre les femmes musulmanes Bihari, car la communauté biharie soutenait le Pakistan. Des soldats indiens ainsi que des milices bangladaises font partie des auteurs de viols d'après Yasmin Saikia,. Celle-ci a reçu plusieurs rapports indiquant que les hommes pakistanais, bangladais et biharis ont violé les femmes hindou pendant la guerre.
L'histoire des victimes a inspiré des ouvrages, des films et d'autres œuvres.

## Contexte

Carte de la partition des Indes.

Après la partition des Indes et la création du Pakistan, les deux parties du Pakistan oriental et du Pakistan occidental sont séparées à la fois géographiquement et culturellement. Les autorités de la partie occidentale considèrent que les musulmans bengalis (en) de l'Est sont « trop bengalis » et leur pratique de l'islam est « inférieure et impure », ce qui les rend indignes de confiance. Pour y remédier, la partie occidentale entreprend une stratégie d'assimilation culturelle forcée des Bengalis. Les Bengalis de la partie orientale sont principalement musulmans mais il existait d'importantes minorités hindou. Une faible partie de la population parle l'ourdou, qui est déclaré langue nationale du Pakistan en 1948. Pour montrer leur opposition, des militants du Pakistan oriental fondent le Mouvement pour la Langue. Un peu plus tôt, en 1949, d'autres militants fondent la ligue Awami comme alternative à la ligue musulmane au pouvoir dans le Pakistan oriental. Pendant les quinze années suivantes, les Bengalis sont de plus en plus mécontents du fonctionnement des pouvoirs au Pakistan, qui vivait sous un régime militaire ; certains ont fini par réclamer la sécession,. À la fin des années 1960, une vision largement partagée voulait que les peuples du Pakistan oriental soient des citoyens de seconde zone. Cette impression ne s'est pas améliorée avec les déclarations d'Amir Abdullah Khan Niazi, chef des forces armées du Pakistan occidental, qui appelait la partie orientale « une basse terre pour un peuple bas et menteur ».
Le Pakistan occidental connaissait aussi des oppositions au régime militaire. L'armée a fini par reculer et, en décembre 1970, se tiennent les premières élections législatives. Nombre d'observateurs sont surpris de constater que la ligue Awami du Pakistan oriental, menée par Sheikh Mujibur Rahman, obtient une large majorité. Les classes dirigeantes du Pakistan occidental n'apprécient guère ce résultat. Après les élections, un général déclare à Dakka : « ne vous inquiétez pas, nous n'allons pas nous laisser diriger par ces connards noirs »,. Peu après, le président Yahya Khan interdit la ligue Awami et décrète la loi martiale au Pakistan oriental,.
Avec le dessein de mater le nationalisme bengalais (en), l'armée pakistanaise lance l'opération Searchlight le 25 mars 1971. D'après Eric Heinze, les militaires pakistanais ciblaient à la fois les musulmans et les hindous bengalais. S'ensuit le génocide au Bangladesh, où l'armée fait jusqu'à 3 millions de morts, cause la fuite de 10 millions de réfugiés vers l'Inde et déplace par ailleurs 30 millions de personnes dans le Pakistan oriental.
Rounaq Jahan (en) soulève des éléments de racisme dans les rangs de l'armée pakistanaise qui, d'après lui, considère les Bengalis comme « racialement inférieurs : une race non guerrière et physiquement faible » et il accuse les militaires d'avoir programmé les viols comme une arme de guerre,. Pour Rudolph Joseph Rummel, l'armée pakistanaise méprisait les Bengalis en les considérant comme des « sous-hommes » et voyait les hindous « de la même manière que les nazis voyaient les Juifs, c'est-à-dire comme une racaille et une vermine qu'il vaut mieux exterminer ». Au cours de la guerre, l'expression de ce racisme envers des Bengalis considérés comme inférieur se concrétise en « réparant » leur matériel génétique via des grossesses forcées. Belén Martín Lucas estime que la vague de viols est motivée par des « motifs ethniques ».

## Actes de l'armée pakistanaise
Les attaques sont dirigées par le général Tikka Khan, qui préside à l'opération Searchlight et que les Bengalis ont surnommé le « boucher des Bengalis » à cause de ses crimes. Quand on rappelait à Khan qu'il opérait contre une opinion majoritaire le 27 mars 1971, il a répondu : « je vais réduire cette majorité à une minorité »,. Bina D'Costa estime qu'une anecdote sur Khan est lourde de sens, car elle prouve que les agressions sexuelles de masse constituent une stratégie intentionnelle. Dans cette anecdote, Khan se trouve à Jessore et s'entretient avec un groupe de journalistes à qui il déclare : Pehle inko Mussalman karo (« d'abord, faisons d'eux des musulmans »). D'Costa considère que cette attitude monte que les plus hauts gradés de l'armée voyaient dans les Bengalis des musulmans déloyaux et des Pakistanais dépourvus de sentiment patriotique.
Les criminels mènent des assauts nocturnes et agressent les femmes dans leurs propres villages, souvent sous les yeux de leur famille, dans le cadre de la campagne de terreur. Des victimes, d'un âge s'étendant de 8 à 75 ans, sont enlevées et détenues dans des « camps de viol » où elles subissent des agressions répétées. De nombreuses détenues de ces camps sont assassinées ou se suicident, ; certaines se tuent en utilisant leurs propres cheveux pour se pendre et les soldats, pour prévenir ces actes, coupent les cheveux des femmes. Le magazine Time relate l'enlèvement de 563 filles détenues par l'armée et qui sont enceintes de trois à cinq mois quand les soldats les relâchent. Certaines femmes sont contraintes à la prostitution forcée. Le gouvernement pakistanais estime que les viols ont frappé quelques centaines de femmes mais d'autres estimations comptent de 200 000 à 400 000 victimes. Le gouvernement pakistanais tente de censurer les signalements diffusés dans la région mais les articles des médias sur les atrocités commises bénéficient d'une audience internationale et suscitent un vaste mouvement de soutien envers la cause bengalie.
Jenneke Arens voit dans ces actes une tentative intentionnelle de détruire un groupe ethnique et de nombreuses victimes sont violées et assassinées puis leurs organes sont mutilées à la baïonnette. Adam Jones déclare que l'une des motivations présidant aux viols massifs réside dans la volonté de saper la société bengalie en « déshonorant » les femmes et que certaines victimes sont violées jusqu'à ce qu'elles meurent ou sont tuées après des agressions répétées,. La Commission internationale de juristes conclut que les atrocités perpétrées par l'armée pakistanaise « s'inscrivent dans un programme prémédité par une armée disciplinée ». L'écrivain Mulk Raj Anand commente les actes de l'armée pakistanaise en ces termes : « les viols étaient tellement systématiques et généralisés qu'ils ne pouvaient qu'être l'effet d'une campagne préméditée par les Pakistanais orientaux afin de susciter une nouvelle race ou de diluer le nationalisme bengali ». Amita Malik (en), dans un article rédigé au Bangladesh après la capitulation de l'armée pakistanaise, raconte qu'un soldat du Pakistan occidental déclare : « nous partons. Mais nous laissons nos graines dans notre sillage ».
Certains militaires pakistanais n'approuvent pas ces violences, par exemple le général Sahabzada Yaqub Khan, qui a déconseillé au président de lancer une campagne militaire, et le major Ikram Sehgal (en) ont tous deux démissionné pour manifester leur réprobation, tout comme Asghar Khan (en). Le politicien Ghaus Bakhsh Bizenjo (en) et Khan Abdul Wali Khan (chef du Parti Awami national) ont protesté contre les actes de l'armée. Des personnalités sont emprisonnées à cause de leur opinion sur les violences, comme Sabihuddin Ghausi (en) et I. A. Rahman (tous deux journalistes), le chef sindi Ghulam Murtaza Shah Syed, le poète Ahmad Salim (en), Anwar Pirzado (membre de l'armée de l'air), le professeur M. R. Hassan, Tahera Mazhar et Imtiaz Ahmed. Malik Ghulam Jilani, arrêté lui aussi, s'oppose ouvertement à l'opération armée à l'Est et une lettre qu'il a écrite à Yahya Khan est largement diffusée. Altaf Hussain Gauhar, éditeur du journal Dawn, est aussi emprisonné. En 2013, le gouvernement du Bangladesh honore Jilani et Faiz Ahmed Faiz pour leurs actions.

### Rôle des milices
D'après Peter Tomsen (en), les services secrets du Pakistan, appelés la Direction pour le renseignement inter-services, en coordination avec le parti politique Bangladesh Jamaat-e-Islami, a formé des milices comme Al-Bar (« la Lune ») et Al-Shams (« le Soleil ») pour mener des opérations contre le mouvement nationaliste,. Ces milices visaient des non-combattants et ont commis des viols ainsi que d'autres crimes. Les collaborationnistes locaux, les razakars, ont eux aussi participé aux atrocités. Depuis cette époque, leur nom est devenu un terme péjoratif, dont la signification est proche de la référence occidentale à « Judas ».
Des membres de la ligue musulmane, comme les partis Nizam-e-Islam (en), Jamaat-e-Islami et Jamiat Ulema Pakistan, qui étaient perdants dans les élections, ont collaboré avec l'armée et collecté des renseignements pour son compte. Des membres de Jamaat-e-Islami, dont certains chefs, ont collaboré avec l'armée pakistanaise dans des crimes de viols et de meurtres ciblés. Les atrocités commises par Al-Badr et Al-Shams ont attiré l'attention des agences de presse à l'international : des récits de massacres et de viols sont largement relayés.

## Victimes hindoues
Les Forces armées du Pakistan ainsi que leurs alliés ont principalement ciblé les femmes hindoues pour les violer,. Les élites pakistanaises croyaient que les hindous avaient orchestré la rébellion et qu'en réglant le « problème hindou », le conflit parviendrait à son terme. Les Pakistanais voyaient dans les violences perpétrées contre les hindous une opération stratégique. L'armée voulait exclure les hindous de la population du Pakistan oriental, néanmoins les femmes hindoues sont les principales cibles des soldats. Les hommes musulmans du Pakistan imaginaient que le sacrifice des femmes hindoues était nécessaire pour régler l'agitation nationale. Certains indices laissent penser que les imams et les mollah ont approuvé les viols commis par l'armée pakistanaise en publiant des fatwas selon lesquelles les femmes sont un « butin de guerre ». Une fatwa émise pendant la guerre au Pakistan occidental déclare que les femmes capturées auprès les hindous bengalis avaient le statut d'un butin de guerre,.
Les soldats, principalement punjabis, détestaient tout ce qui avait trait à l'hindouisme. La haine extrême que portaient les Pakistanais aux hindous se manifestait dans leurs violences particulièrement brutales envers les hindoues : l'armée et ses alliés locaux violaient et tuaient les hindoues. Les femmes bengali soupçonnées d'un quelconque lien avec l'identité « hindoue » subissaient elles aussi les viols de l'armée. Les victimes étaient capturées puis emmenées dans des camps ouverts dans tout le pays. Dans ces camps et cantonnements militaires, les soldats de l'armée pakistanaise détenaient les femmes et filles pour les asservir en tant qu'esclaves sexuelles,. Les prisonnières hindoues y étaient violées. Les soldats perpétraient ces crimes à une échelle massive pour détruire, chez les victimes, la religion, la position sociale et leur estime d'elles-mêmes. En violant les hindoues, les criminels cherchaient à interférer dans les filiations de leur communauté. L'ampleur totale de ces violences sexuelles commises en masse démontrent une volonté génocidaire. Dans l'affaire Akayesu, le tribunal du Bangladesh a souligné que les violences dirigées contre les hindoues n'étaient pas des agressions individuelles mais motivées par leur appartenance à une communauté.
Bina D'Costa a interrogé de nombreux témoins qui ont insisté sur la brutalité de l'armée pakistanaise dans son « traitement » des hindous. Les membres interrogés dans la communauté hindoue ne doutent pas qu'ils sont victimes de persécutions aux mains des Pakistanais et des Razakaar. Des femmes hindoues enlevées par les soldats ont disparu sans laisser de traces et la plupart d'entre elles ont été violées puis assassinées. Bina D'Costa a recueilli le récit des familles de deux femmes hindoues enlevées par les soldats « Punjabi » : aucune n'est rentrée à la maison après la guerre.

## Conséquences
Aussitôt après la guerre, un problème urgent était le nombre très élevé de grossesses non désirées chez les victimes des violences. Les estimations des grossesses menées à terme varie de 25 000 à 70 000 (ce nombre est proposé par le gouvernement du Bangladesh) ; un article du Centre for Reproductive Law and Policy indique un total de 250 000. Le gouvernement instaure un programme d'aide avec le soutien de l'Organisation mondiale de la santé et de l'International Planned Parenthood Federation, dont l'une des missions consiste à organiser des systèmes d'interruption volontaire de grossesse pour secourir les victimes de grossesses issues des viols. Un médecin de Dacca signale 170 000 avortements dans ce cadre ainsi que la naissance de 30 000 bébés de guerre au cours du premier trimestre 1972. Le médecin australien Geoffrey Davis (en), qui a exercé pour le programme d'aide, estime que les avortements auto-provoqués (en) ont touché 5 000 victimes. Il déclare aussi avoir entendu de nombreux récits d'infanticides et de suicides chez les victimes. D'après ses estimations, les victimes de ces viols représentent 400 000 personnes, soit deux fois plus que le chiffre officiel annoncé par le gouvernement du Bangladesh. En outre, de nombreuses victimes ont été contaminées par des infections sexuellement transmissibles. De nombreuses femmes ont souffert d'un sentiment prononcé de honte et d'humiliation et certaines ont subi l'ostracisme de leurs familles et de leurs communautés ou se sont suicidées.
D'après l'écrivain féministe Cynthia Enloe, certaines grossesses sont l'effet délibérément recherché des soldats et peut-être aussi de leurs officiers. Selon un rapport de la Commission internationale de juristes, « quel que soit le nombre précis, les équipes de chirurgiens américains et britanniques qui ont pratiqué des avortements et les efforts du gouvernement pour persuader la population d'accepter ces femmes dans leur communauté montrent la portée de ces viols ». La Commission ajoute que les officiers pakistanais n'ont pas seulement autorisé leurs hommes à violer : ils ont eux-mêmes réduit des femmes en esclavage.
Au terme du conflit, les victimes sont vues comme des symboles de honte et de « pollution sociale » et de ce fait, peu d'entre elles ont pu regagner leurs familles ou leurs domiciles. Le sheikh Mujibur Rahman a qualifié ces femmes de birangona (en) (« héroïne ») mais ce nom même signifiait qu'elles n'étaient pas un parti acceptable après avoir été « déshonorées », et l'expression a pris un sens voisin de baragona (« prostituée »). La politique officielle consiste à favoriser le mariage des victimes et à encourager la population à voir en elles des héroïnes de guerre ; cette stratégie est un échec : peu d'hommes se proposent et ceux-ci espèrent que l'État versera une dot importante. Après le mariage, la plupart des victimes sont maltraitées et la plupart des hommes, après avoir perçu la dot, abandonnent leurs épouses.
Le 18 février 1972, l'État crée le Bangladesh Women's Rehabilitation Board, chargé de secourir les victimes de viol et de concourir au programme d'adoption des enfants issus des violences. Plusieurs organismes internationaux participent à ce programme, comme les sœurs de charité de Mère Teresa. La majorité des bébés de guerre sont adoptés aux Pays-Bas et au Canada car l'État souhaite éliminer les souvenirs du Pakistan dans la toute jeune nation. Toutefois, certaines femmes ne souhaitent pas confier leur enfant, qui leur est pourtant retiré par contrainte et envoyé dans les réseaux d'adoption ; cette politique est encouragée par Mujibur Rahman qui déclare : « je ne veux pas de ces sangs souillés dans le pays ». Beaucoup de femmes sont soulagées de recourir au programme d'avortement car elles ne voulaient pas porter un enfant conçu lors des viols ; néanmoins, d'autres victimes doivent mener leur grossesse à terme tout en haïssant le bébé qu'elles portent. D'autres, qui ont confié leur enfant à l'adoption pour revenir à leur vie « ordinaire », refusaient de regarder le bébé quand on l'emmenait. Dans les années 1990, nombre des enfants adoptés sont revenus au Bangladesh pour chercher leur mère biologique. En 2008, D'Costa a essayé de trouver ces enfants adoptés ; toutefois, elle a obtenu peu de réponses et l'un d'eux lui a dit : « J'ai détesté mon enfance et maintenant je suis furieux que le Bangladesh ne m'ait pas pris en charge alors que j'en avais tant besoin. Je n'ai plus de racines et ça me désole. C'est pour cela que j'essaie de me renseigner sur les conditions de ma naissance ».
Quarante ans après la guerre, le Deutsche Welle interviewe deux sœurs qui ont subi des viols. La première, Aleya, raconte qu'elle a été enlevée par l'armée pakistanaise quand elle avait treize ans et qu'elle a subi des viols collectifs répétés pendant sept mois. Elle explique qu'elle a été torturée et qu'elle était enceinte de cinq mois quand elle est revenue chez elle. La seconde, Laily, déclare qu'elle était enceinte quand les soldats l'ont enlevée et qu'elle a perdu son enfant. Par la suite, elle a combattu aux côtés des Mukti Bahini. Toutes deux disent que l'État n'a pas réussi sa campagne de birangona et qu'elles n'ont reçu que « l'humiliation, les insultes, la haine et l'ostracisme ».

### Note
1. ↑  "Rape can be especially effective as a tactic of genocide when used against females of communities that cast shame upon the rape victim rather than the rapist. In such communities, the rape forever damages the social standing of the survivor. Bengali girls and women who endured the genocidal rape had to cope not only with their physical injuries and trauma, but with a society hostile to violated women. The blame for loss of honour falls not upon the rapist, but upon the raped.".[52]